# Liku
Liku (traditionele naam: Tamahaleleka) is een van de 14 dorpen van Niue en telt 73 inwoners (2001). Het dorp is het meest oostelijke van het eiland en grenst met de klok mee aan de Stille Oceaan, Hakupu, Alofi en Lakepa. 

## Geografie
Liku maakt deel uit van het historische stammengebied Motu, dat de noordelijke helft van het eiland beslaat. Net zoals Lakepa en Hakupu ligt het dorpscentrum aan de weg die het zuidelijke Vaiea met het noordelijkste dorp Mutalau verbindt. De Huvalu Forest Conservation Area neemt een groot deel van het grondgebied van Liku in beslag.

## Politiek
Bij de parlementsverkiezingen van 2011 kon uittredend minister van Post en Telecommunicatie, Landbouw, Bosbouw en Visserij en Administratieve Diensten Pokotoa Sipeli zijn zetel voor Liku behouden; hij was de enige kandidaat. Later nam premier Toke Talagi Sipeli ook in zijn nieuw kabinet op.

## Demografie
Demografische evolutie:
- 1986: 116
- 1991: 126
- 1997: 92
- 2001: 73

## Bezienswaardigheden
- Het kunstproject Hikulagi Sculpture Park is nog in opbouw en bevindt zich in het regenwoud twee kilometer bezuiden het centrum.
- De kleine grot Liku Cave is op enkele meters na per auto te bereiken.

## Sport
Het voetbalelftal van Liku komt uit in het Niue Soccer Tournament.

## Geboren te Liku
- Nahega Molifai Silimaka (1908-2008), matriarch en lokaal oprichtster Kerk van Jezus Christus van de Heiligen der Laatste Dagen
- John Pule (1962-), kunstenaar en schrijver
- Pokotoa Sipeli, minister

Alofi North · Alofi South · Avatele · Hakupu · Hikutavake · Lakepa · Liku · Makefu · Mutalau · Namukulu · Tamakautoga · Toi · Tuapa · Vaiea